# Barbara Cochran
Barbara Ann Cochran (Richmond, 4 januari 1951) is een Amerikaans oud-alpineskiester.

## Resultaten

### Titels
- Olympisch kampioene slalom - 1972
- Wereldkampioene slalom - 1972

### Olympische Spelen
| Jaar | Plaats  | Resultaten |
| ---- | ------- | ---------- |
| 1972 | Sapporo | Slalom     |

### Wereldkampioenschappen
| Jaar | Plaats       | Resultaten                               |
| ---- | ------------ | ---------------------------------------- |
| 1970 | Val Gardena  | Slalom · 4e Combinatie · 9e Reuzenslalom |
| 1972 | Sapporo      | Slalom                                   |
| 1974 | Sankt Moritz | 6eSlalom                                 |

### Wereldbeker

#### Eindklasseringen
| Seizoen   | Algm | SL     | RS  |
| --------- | ---- | ------ | --- |
| 1967/1968 | 36e  | 22e    | -   |
| 1968/1969 | 18e  | 9e     | 26e |
| 1969/1970 | 5e   | Zilver | 4e  |
| 1970/1971 | 8e   | Brons  | 12e |
| 1971/1972 | 12e  | 6e     | 18e |
| 1972/1973 | 21e  | 10e    | 23e |
| 1973/1974 | 14e  | 7e     | 11e |

#### Wereldbekerzeges
| Datum            | Plaats          | Onderdeel    |
| ---------------- | --------------- | ------------ |
| 18 januari 1970  | Maribor         | Slalom       |
| 24 februari 1971 | Heavenly Valley | Slalom       |
| 26 februari 1971 | Heavenly Valley | Reuzenslalom |